# ブラッド・デルソン
ブラッドフォード・フィリップ・“ブラッド”・デルソン（Bradford Phillip Delson、1977年12月1日 -）は、アメリカのミュージシャンでリードギタリスト。ロックバンド、リンキン・パークのメンバーとして知られる。カリフォルニア州アゴーラ生まれ。ユダヤ系アメリカ人。UCLA卒。

## バイオグラフィー
ブラッドはアゴーラ高校時代に様々なバンドでプレイしていたが、特に親友のロブ・ボードンと結成したRelative Degreeでの活動は著しい。Relative Degreeは間もなくして解散したが、すぐに高校の同級生であり親友のマイク・シノダとリンキン・パークの前身であるSuper Xeroを結成。さらに、ブラッドがUCLA時代に部屋を共有していたフェニックス、マイクがアート・センター・カレッジ・オブ・デザインで知り合っていたジョー・ハーン、オリジナルボーカリストのマーク・ウェイクフィールドが加わってXeroとなる。その後の詳細はリンキン・パーク#来歴を参照。
バンドの活動では、プロダクションや作曲にも参加している。Xero時代にリリースした『ハイブリッド・セオリーEP』ではマイクと6曲をプロデュース、2002年のリミックス・アルバム『リアニメーション』でも随所のプロデュースに加わっている。2007年の『ミニッツ・トゥ・ミッドナイト』では、ギターソロを発案し数曲でプレイしている。2009年の映画「トランスフォーマー: リベンジ」主題歌の「ニュー・ディヴァイド」では、作曲に加わっている。
2002年には、マイク・シノダと共同でリンキン・パーク自身のレーベル「マシーン・ショップ・レコーディングス」を立ち上げた（マイクのサイドプロジェクト「フォート・マイナー」などに所属していたが、現在はリンキンのみでの運営となっている）。
2024年に新体制で再始動したリンキン・パークにもギターで参加しているが、ツアーには不参加となっており、バンドはサポートギターとともにツアーを行うことを発表している。